# M/S Skarven
M/S Skarven är en bil- och passagerarfärja som ägs av Ålands landskapsregering och drivs av Ålandstrafiken. Fartyget byggdes 2009 vid Vakarų Baltijos laivų statykla (Western Baltija Shipbuilding) i Klaipėda, Litauen, och levererades samma år till Ålands landskapsregering.
Skarven trafikerar främst sträckan Svinö–Degerby.